# Gasthof Straub

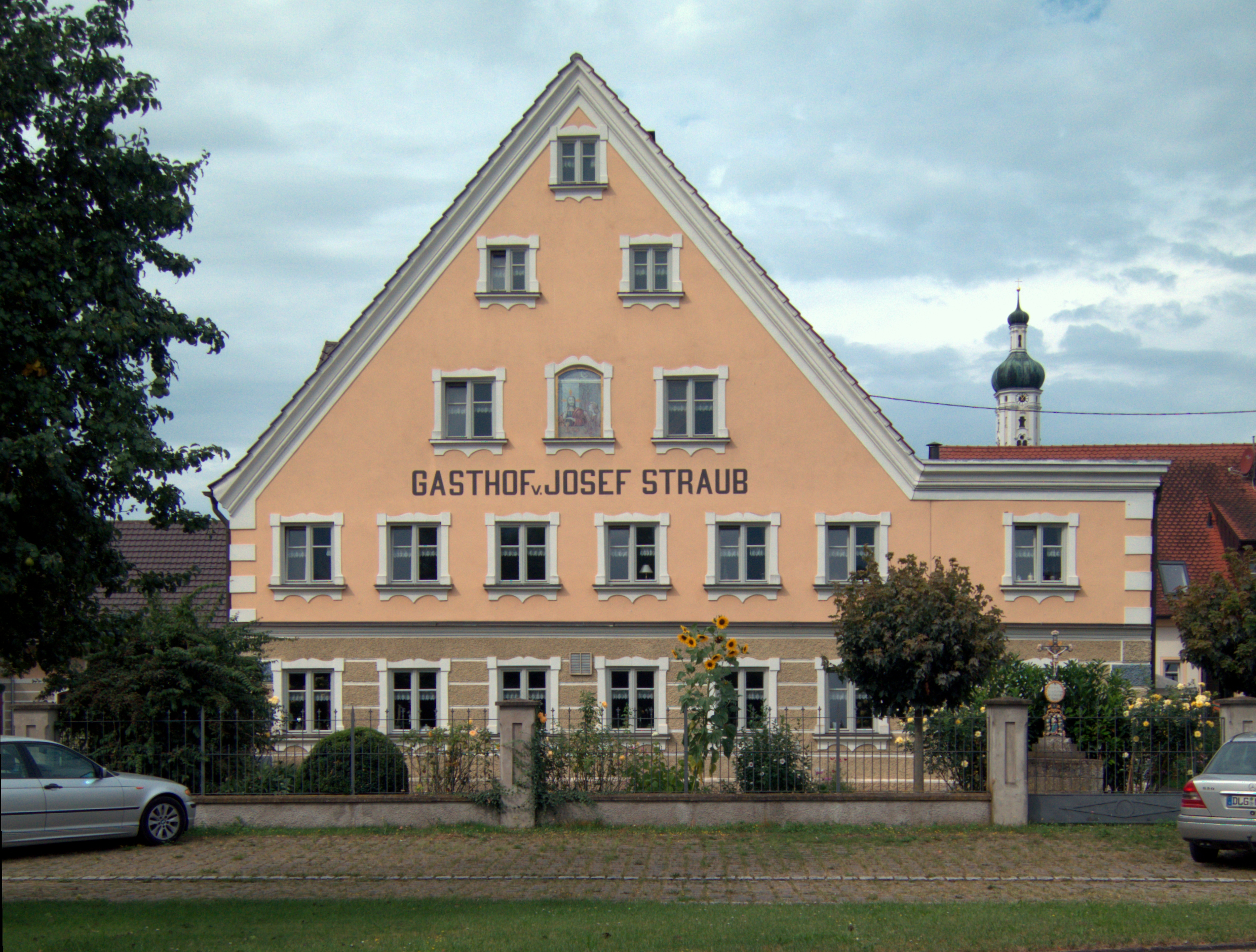
Gasthof Straub in Pfaffenhofen an der Zusam

Der Gasthof Straub ist eine Gastwirtschaft in Pfaffenhofen an der Zusam, die heute noch bewirtschaftet wird und auch unter dem Hausnamen Zum Lagoi
bekannt ist. Das Gebäude ist  als Baudenkmal in der Bayerischen Denkmalliste eingetragen.

## Geschichte
Die Liegenschaft, auf der heute der Gasthof steht, gehörte vom Jahr 1048 (gleichzeitig: Ersterwähnung des Ortes Pfaffenhofen an der Zusam) bis zur Säkularisation dem Stift St. Stephan in Augsburg. Vermutlich bestand bereits im 15. Jahrhundert dort ein Wirtshaus mit angeschlossener Brauerei und einer dazu gehörigen Landwirtschaft. Im Jahr 1750 wird der Gasthof auf dem Grundriss des Geometers Johann Kolleffel eingetragen. Das heutige Gebäude wurde 1803 als Gaststätte mit Brauerei errichtet. 1903 wurde nördlich ein Anbau hinzugefügt und das ursprüngliche Gebäude neu verputzt. Im Inneren wurde die Gaststube sowie das obere Stockwerk im Anbau des Festsaales neu ausgemalt. Das Brauereigebäude wurde 1975 abgebrochen, nachdem der Braubetrieb bereits 1968 eingestellt worden war. Der heutige Zustand des Gebäudes geht auf eine sorgfältige Restaurierung und aufwändige Sanierung nach denkmalpflegerischen Gesichtspunkten in den Jahren 1992 bis 1994 und 2001 bis 2002 zurück.

## Architektur
Der Gasthof wurde als Dreiseithof mit Ökonomiegebäude errichtet und hat ein herrschaftliches Aussehen. Er misst in der Länge etwa 30 Meter und hat eine Grundfläche von 300 m2. Bemerkenswert sind die klassizistischen Türen von 1803. Die Holzdecke der Gaststube hat eine Jugendstilfassung, die seit der Renovierung wieder freigelegt ist. Über eine angewendelte Treppe mit Blockstufen kommt der Besucher von Erdgeschoss in das Obergeschoss mit dem Tanz-/Festsaal. Die neoklassizistische Ausmalung des Festsaales von 1903 ist erhalten geblieben. Ebenso ist die historische Ausstattung der Gaststube teilweise erhalten. So sind Wandvertäfelungen, Wandschränke und Kredenzen noch im Original zu sehen, ebenso ein Kachelofen sowie ein Herd in der Küche. Das mittig im Gebäude gelegene Stichflez des Gasthauses ist mit Solnhofener Platten ausgelegt. Östlich davon liegen die Gaststube mit Affenkasten, die Küche mit Speis. Westlich vom Flez liegen drei Wirtschaftsräume. Die heutige Fassade des Gebäudes geht auf die Arbeit aus dem Jahr 1803 zurück und wurde in den Jahren  1994 bis 2002 restauriert und mit frischer Farbe versehen. Die Fassade ist im Erdgeschoss durch Nutrustika gegliedert. Die Eckquadern sind auch in Blau gefasst. Die Fassaden sind in Ocker, Grau und blau gefasst. Die heutige Fassade geht auf eine Gliederung im Jahre 1903 zurück. Das Gebäude hat ein Satteldach, auf der Südseite ein Zwerchhaus (Schmuck: Tafel mit Jahreszahl 1803), auf der Nordseite ein Anbau mit Flachdach. Der First des Gebäudes ist ziemlich genau Ost-West ausgerichtet, der Ost-Giebel ist mit einem Fresco der Abendmahldarstellung verziert und trägt den Schriftzug Gasthof v. Josef Straub. Die Fenster weisen breite, von der Fassade farblich abgesetzte Putzfaschen auf.
Im Jahr 2002 erhielten die Eigentümer einen Sonderpreis der Bezirksheimatpflege Schwaben für die Sanierung des Gebäudes:

## Garten
Auf der Ost- und Nordseite ist das Gebäude von einem Garten umgeben. Auf der Ostseite steht ein metallenes Kruzifix auf einem wuchtigen, steinverblendeten Sockel. Im Norden steht ein Brunnen in einer mit Buchshecken organisierten Anlage.

## Heutige Nutzung
Der Gasthof Straub wird als Gastwirtschaft betrieben, hat allerdings aktuell (2016) nur Sonntag mittags regelmäßig geöffnet. Auf Vorreservierungen für Gruppen ab zehn Personen öffnet die Wirtschaft auch an anderen Tagen. Daneben wird der Gasthof als Kleinkunstbühne genutzt.
Im Sommer ist zusätzlich der Biergarten am Sommerkeller (Lage) bewirtschaftet, der etwa 300 m westlich des Gasthofs an der Sylvesterstraße liegt. Von dem ehemaligen Bierkeller ist noch eine tonnengewölbte Anlage aus dem 17. oder 18. Jahrhundert erhalten, die ebenfalls unter Denkmalschutz steht.